# Pristinailurus
Pristinailurus — вимерлий рід хижих ссавців з родини пандових, добре представлений у відкладах Грея, штат Теннессі. Він був значно більшим, ніж жива панда, але, ймовірно, мав слабший прикус. Здається, самці були вдвічі більшими за самиць.